# Transbordador ferroviario

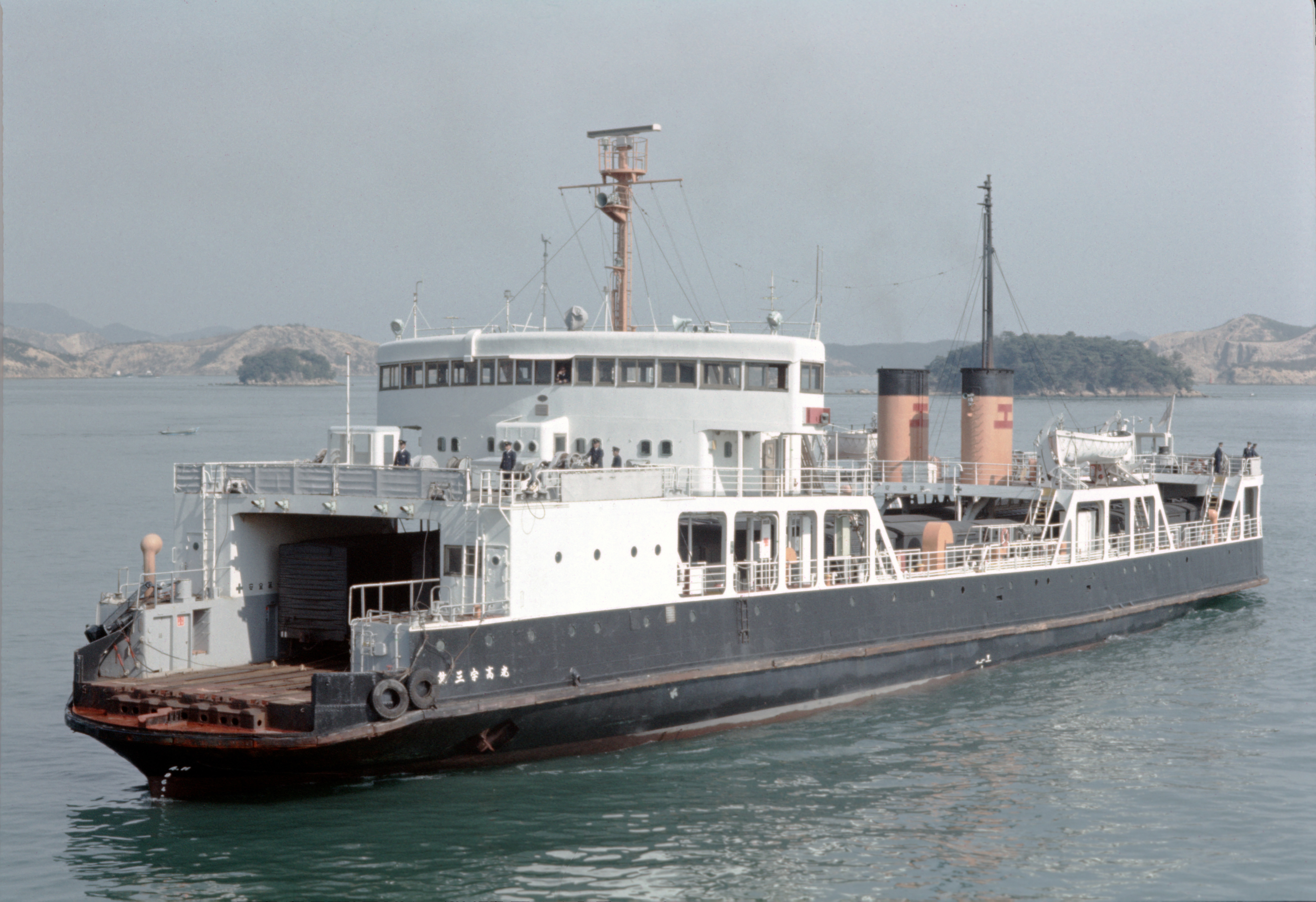
Un transbordador ferroviario en Japón.

Un transbordador ferroviario o ferrobarco es un tipo de barco destinado al transporte de vehículos ferroviarios mediante el sistema Ro-Ro. El transbordador ferroviario tiene una cubierta con rieles para ubicar los vagones de carga y coches de pasajeros. La carga y descarga de los vehículos se realiza en el puerto, utilizando una rampa especial que le permite a las locomotoras acceder al barco para maniobrar con los vehículos. Las rampas están diseñadas para mantener una pendiente moderada que evite la pérdida de adherencia de las locomotoras.

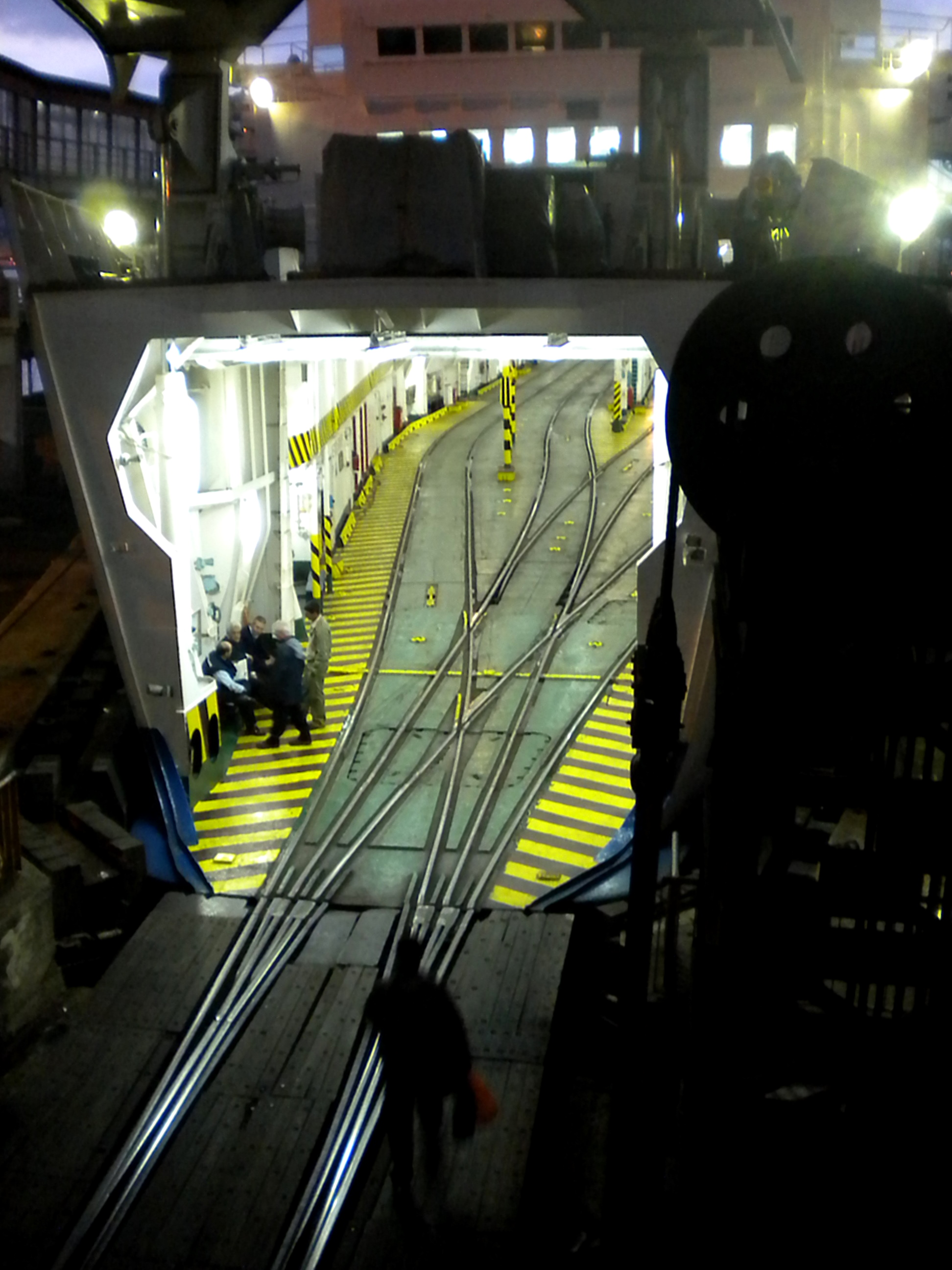
Cambios de vía en un transbordador italiano.

## Historia

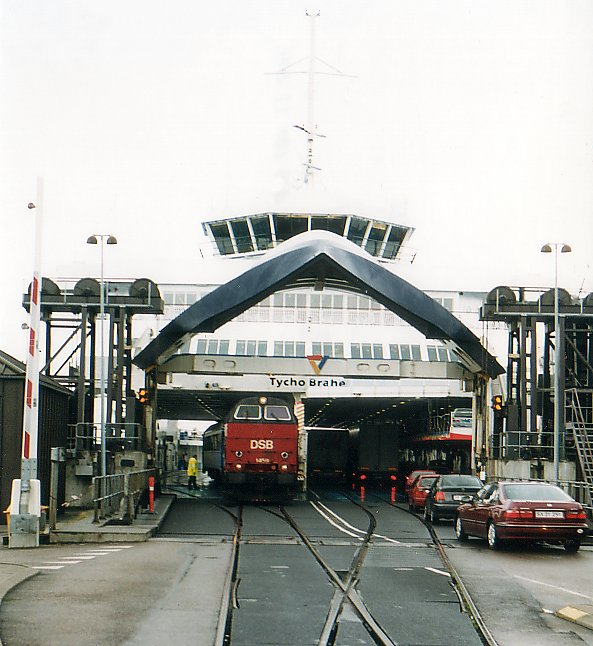
Un tren danés desembarca en Helsingør.

El primer transbordador utilizado para el transporte de vagones comenzó a funciona en 1833, en Escocia, operado por el Monkland and Kirkintillock Railway. Desde 1860 entraron en servicio transbordadores ferroviarios en Vancouver y Seattle.

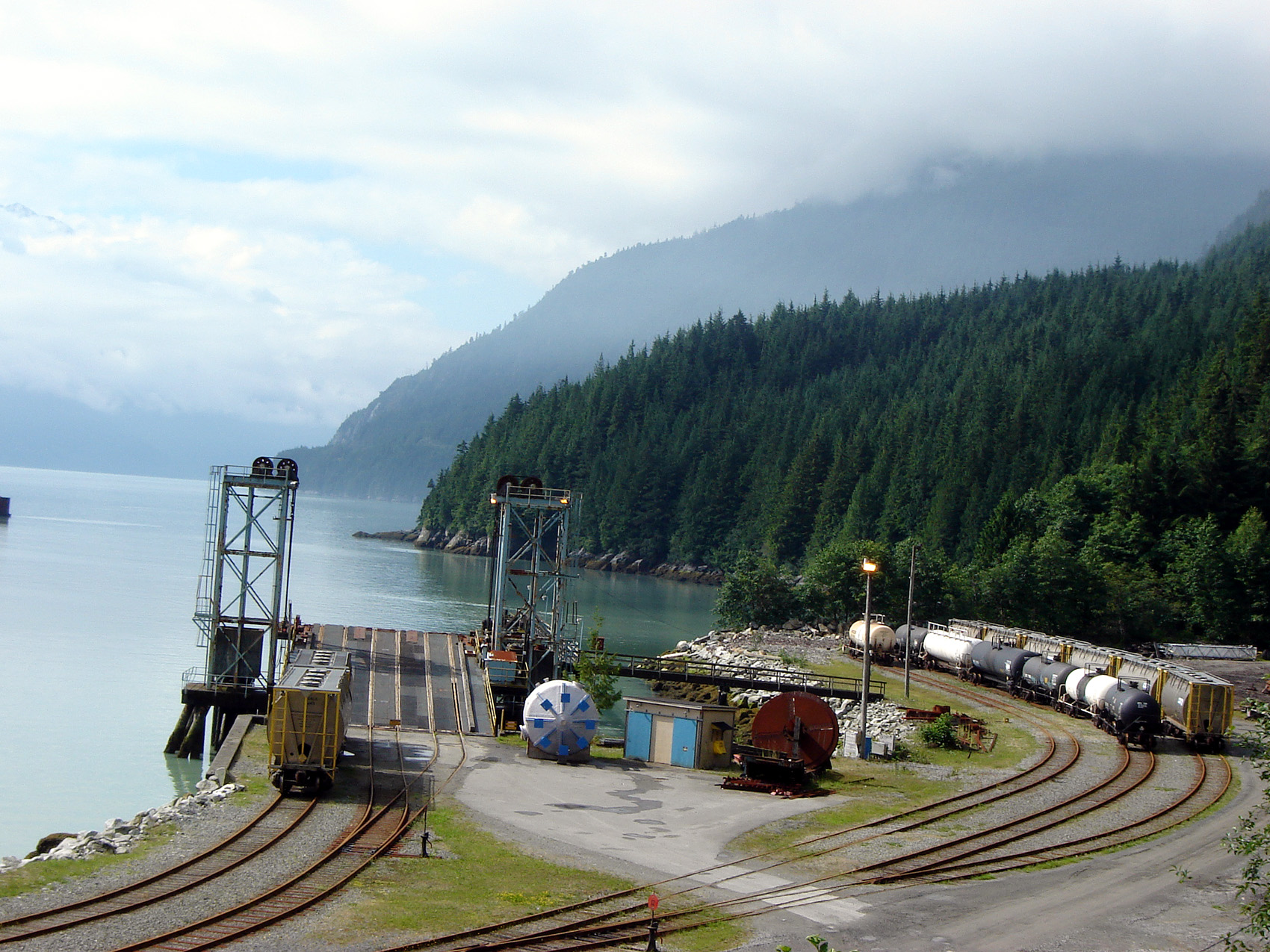
Rampa de embarque en Woodfibre.
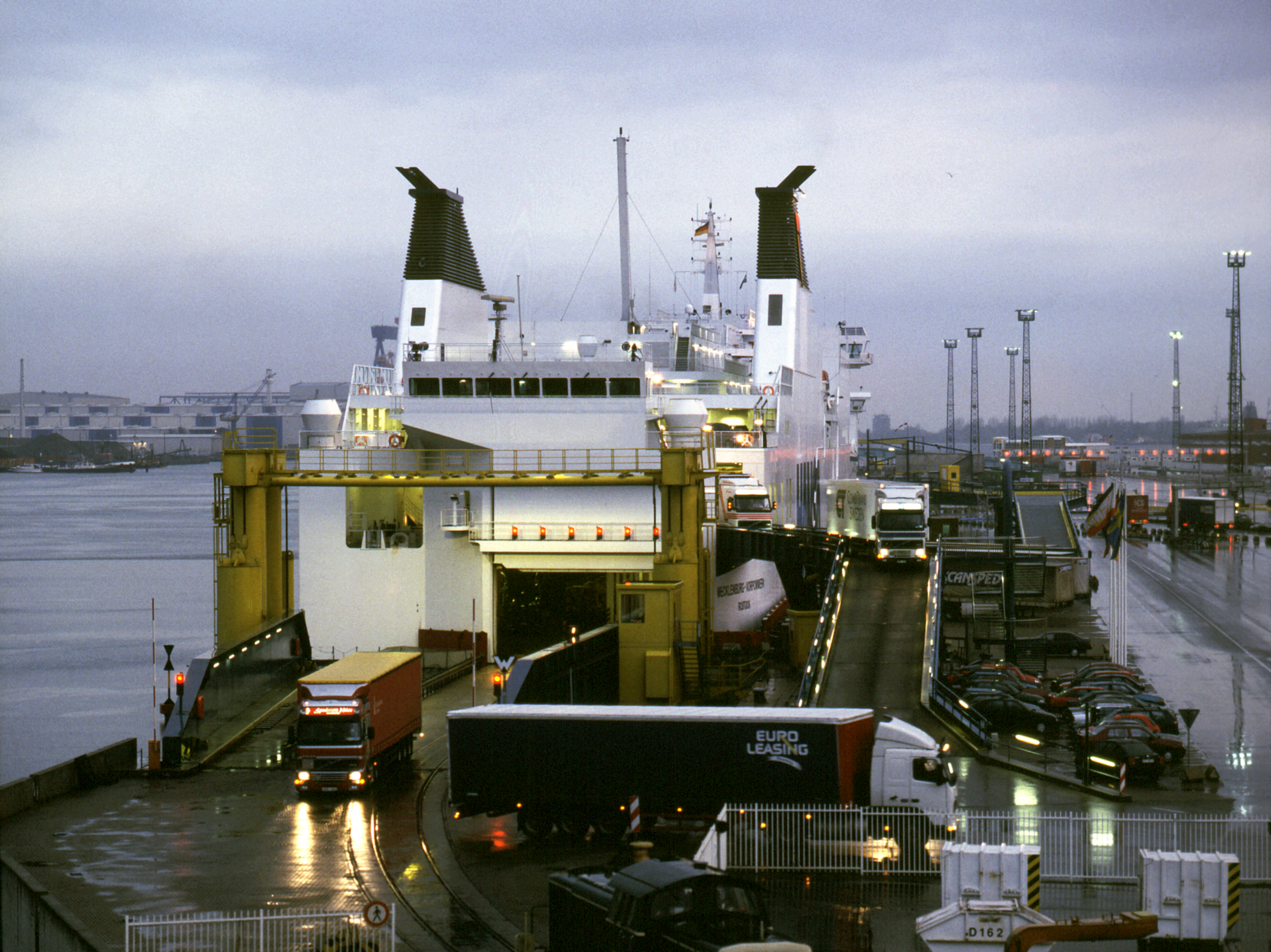
Puerto de Rostock.